# Melvin Twellaar
Melvin Twellaar (n. 23 decembrie 1996, Den Horn⁠(d), Westerkwartier⁠(d), Groningen, Țările de Jos) este un canotor ce a reprezentat Țările de Jos, medaliat olimpic. A participat la 2 ediții ale Jocurilor Olimpice (2020, 2024) în care a câștigat o medalie de argint.